# Haecksen
Les Haecksen sont une association de femmes du Chaos Computer Club (CCC). Le groupe a été fondé en 1988 par Rena Tangens et Barbara Thoens. Les Haecksen se rencontrent annuellement lors du Chaos Communication Congress du CCC, et organisent divers projets. Puisqu'elles évoluent dans le milieu virtuel du CCC, leur principal moyen de communication consiste en une liste de diffusion.
Le but des Haecksen est de montrer que les filles peuvent évidemment être très créatives et utiliser sans problèmes l'informatique, et que l'image qui veut que les hackers soient des hommes ne tient plus.